# Ghiacciaio Shambles
Il ghiacciaio Shambles è un ghiacciaio largo circa 6 km e lungo 10, situato sull'isola Adelaide, davanti alla costa di Loubet, nella parte occidentale della Terra di Graham, in Antartide. Il ghiacciaio, particolarmente ricco di crepacci e collinette, si trova in particolare tra il monte Bouvier e il monte Mangin, e da lì fluisce verso est fino a entrare nella parte occidentale della baia di Stonehouse. Lo Shambles è il ghiacciaio più grande di tutta l'isola ed è alimentato principalmente dal ghiaccio pedemontano Fuchs, che ricopre i due terzi dell'area occidentale dell'isola.

## Storia
La parte terminale del ghiacciaio Shambles fu avvistata per la prima volta nel 1909, durante la seconda spedizione antartica comandata da Jean-Baptiste Charcot e svoltasi dal 1908 al 1910. In seguito, il ghiacciaio stato mappato più dettagliatamente grazie a ricognizioni aeree effettuate nel corso della spedizione antartica guidata da Finn Rønne e svoltasi tra il 1947 e il 1948, e poi dalla Hunting Aerosurveys Ltd per conto del British Antarctic Survey, che all'epoca si chiamava ancora Falkland Islands and Dependencies Survey (FIDS), nel periodo 1956-57. Il ghiacciaio è stato poi così battezzato dal Comitato britannico per i toponimi antartici in onore in virtù della natura della sua superficie, "shambles", in inglese, significa infatti "confusione".